# Acido pirazinoico
L'acido pirazinoico è un composto chimico aromatico di formula C4H3N2-COOH, costituito da un anello pirazinico sostituito in posizione 2 con un gruppo carbossilico. A temperatura ambiente appare come un solido di colore bianco-beige solubile in acqua fredda. L'acido pirazinoico è il principale metabolita della pirazinamide, molecola ad attività antibatterica impiegata nel trattamento della tubercolosi.

## Sintesi
L'acido pirazinoico può essere ottenuto per ossidazione catalitica della 2-metilpirazina con acido selenioso in presenza di piridina, ottenendo così una soluzione formata al 64% dall'acido desiderato, che viene quindi purificato.